# Властибор Конечний
Властибор Конечний (Vlastibor Konečný, 2 січня 1957) — чехословацький велогонщик.
Бронзовий призер Олімпійських Ігор 1980 року в роздільній командній гонці.
Бронзовий призер ігор Дружба-84 в командній шосейній гонці.